# Asplenium amboinense
Asplenium amboinense är en svartbräkenväxtart som beskrevs av Carl Ludwig Willdenow. Asplenium amboinense ingår i släktet Asplenium och familjen Aspleniaceae. Utöver nominatformen finns också underarten A. a. semiadnatum.